# Nils Dardel
Nils Elias Kristofer von Dardel, conocido como Nils Dardel o Nils de Dardel, fue un pintor postimpresionista sueco, nieto del también pintor sueco Fritz von Dardel.

## Biografía

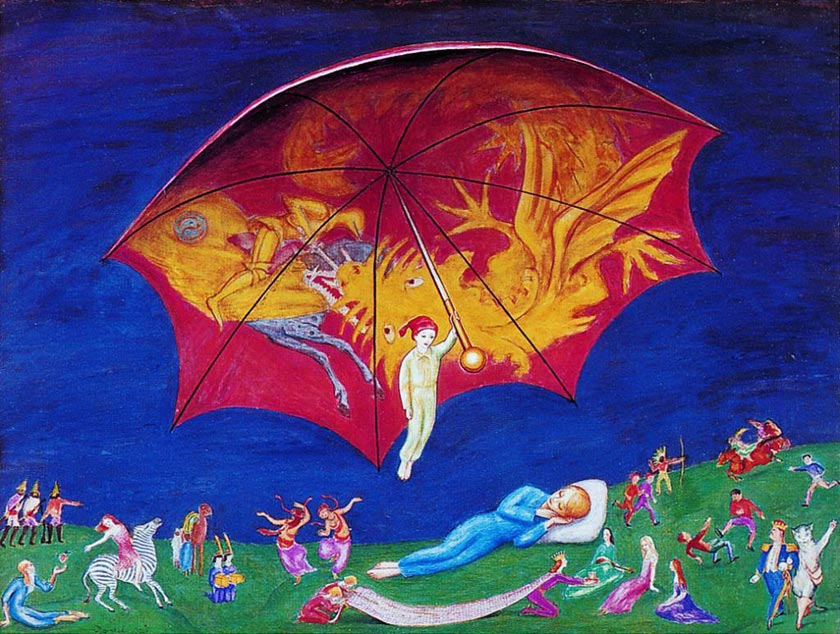
John Blund (1927), expuesto en la Biblioteca Pública de Estocolmo.

Dardel nació en Bettna (Södermanland, Suecia) en 1888. Estudió en la Real Academia Sueca de las Artes en Estocolmo entre 1908 y 1910. Algunos de sus cuadros más conocidos son Den döende dandyn, Crime passionnel, Svarta Diana y John Blund.[cita requerida]

### Vida familiar
Nils Dardel nació en el seno de la familia noble sueca Von Dardel. Fue hijo del terrateniente Fritz August von Dardel y Sofia Matilda Norlin.[cita requerida] Su abuelo fue el pintor sueco Fritz von Dardel, adjunto del que posteriormente sería el rey Carlos XV de Suecia, y miembro de la Real Academia Sueca de las Artes en Estocolmo,[cita requerida] donde el propio Nils también estudió entre 1908 y 1920, y en la cual también se convirtió en miembro en 1934.

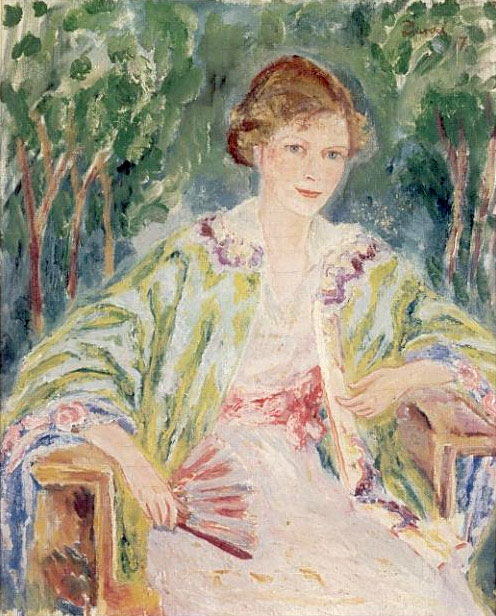
Retrato de Nita Wallenberg en 1917, cuando Dardel se reunió con ella en Japón.

En 1919 propuso matrimonio a Nita Wallenberg, pero su padre, un diplomático sueco, no lo aprobó y el matrimonio no tuvo lugar. Este hecho  estuvo estrechamente vinculado con la creación de su obra Exekution (Ejecución), de la cual se dijo que simbolizaba este rechazo.
En 1921, Nils Dardel se casó con Thora Klinckowström (1899–1995), aunque se divorciaron en 1934. Tuvieron una hija, Ingrid von Dardel (1922–1962), quien también se labró una carrera como artista.
Después del matrimonio con Thora, en algún momento de los años 1930, Nils conoció a Edita Morris (1902–1988, nacida como Toll), una escritora sueca con quien compartió el resto de su vida.

### París

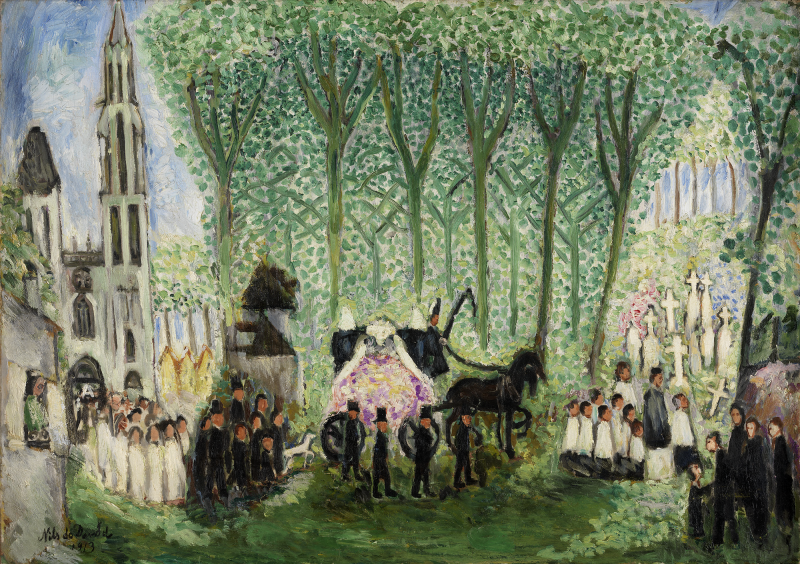
Begravning i Senlis (Funeral en Senlis), obra realizada por Dardel en 1913.

Después de estudiar en Suecia, Dardel viajó a París alrededor de 1910, igual que hicieron muchos de sus coetáneos, como Leander Engström, Isaac Grünewald, Einar Jolin y Sigrid Hjertén, todos los cuales acabaron siendo alumnos de Henri Matisse. Dardel se inspiró sobre todo en los fauvistas con su paleta pura y en los postimpresionistas, así como en las xilografías japonesas.  Dardel también hizo una breve incursión en el cubismo, y pintó algunos paisajes urbanos con este estilo.

#### Postimpresionismo
Dardel exploró el puntillismo utilizando colores fuertes y motivos claros. Un ejemplo de este estilo es Begravning i Senlis (Funeral en Senlis), pintado durante una estancia de Dardel en la ciudad medieval de Senlis en 1913. El retratro del comerciante de arte alemán Alfred Flechtheim también es representativo del puntillismo. A lo largo de la vida de Dardel, pintó sobre todo retratos o cuadros de grupos de personas.

#### Ballets Suecos

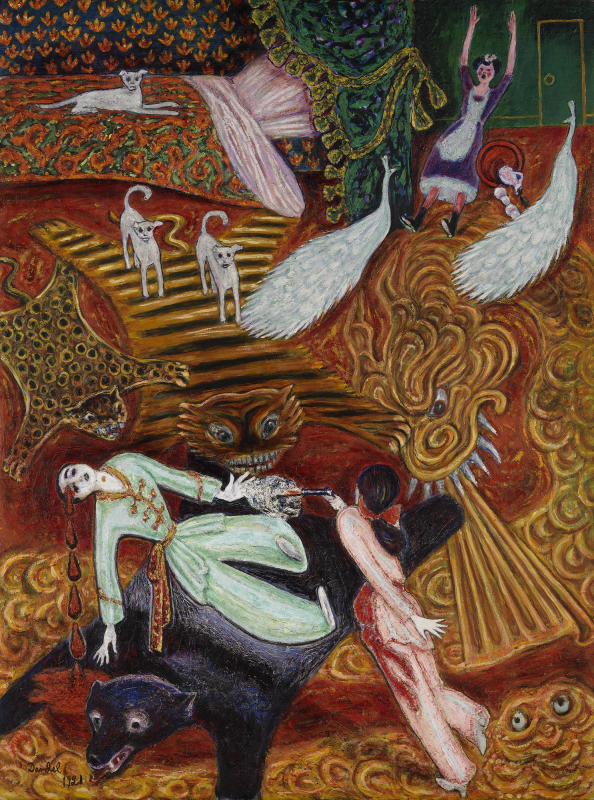
Crime passionel – Uno de los cuadros de la etapa de los Ballets Suecos. Muestra una escena violenta inspirada en la frenética vida personal de Dardel.

Después de vivir tres años en París, Dardel entabló una amistad con Rolf de Maré. Maré posteriormente creó la compañía Ballets Suecos, que actuó en París entre 1920 y 1925. La amistad fue fructífera para ambos, ya Maré hizo de mecenas de Dardel, mientras que este le dio inspiración para sus ballets.
A principios de los años 1920, Dardel creó varias obras inspiradas en dramas y películas. También creó los decorados para Midsummer Wake (música de Hugo Alfvén) y Maison de Fous (una obra de baile con composiciones de Viking Dahl). Crime passionnel (Delito pasional) de 1921 es propio de los cuadros de Dardel de esta época.

### Última etapa

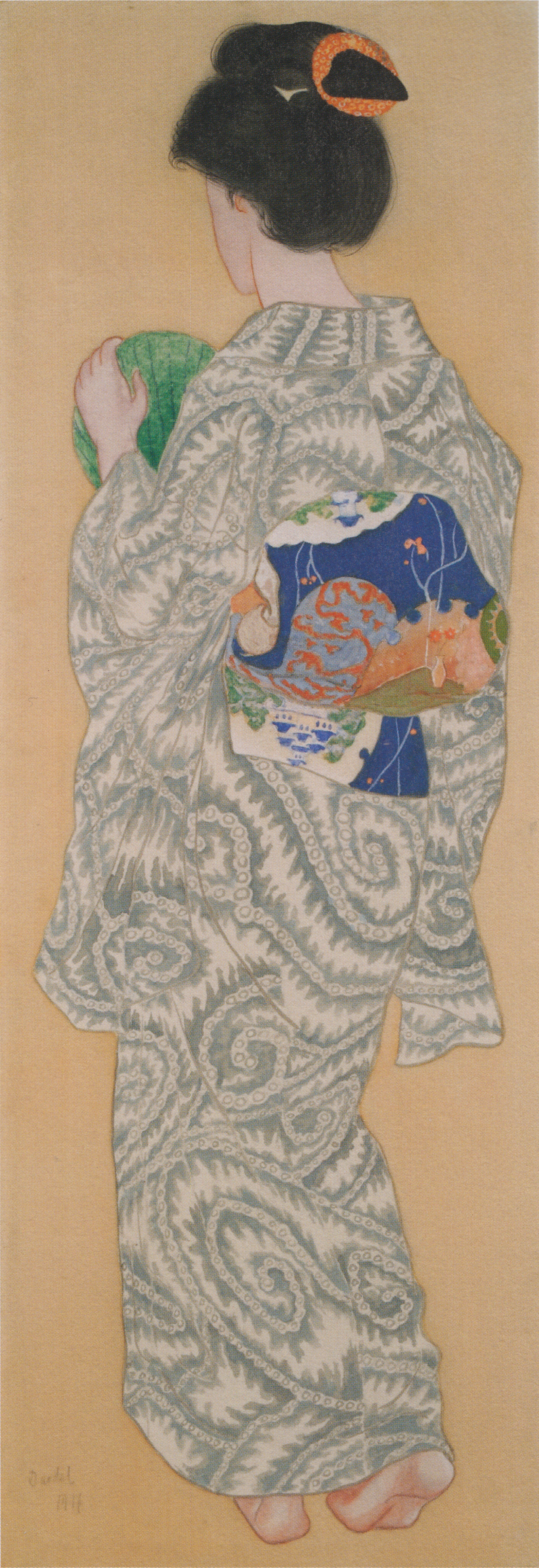
Japanska (med rygg mot betraktaren) – Mujer japonesa (de espaldas al espectador) muestra influencias del viaje de Dardel a Japón en 1917, incluido el medio, la seda.

Dardel vivió una vida nómada sin llegar a establecerse en ninguna parte. Fue un viajero prolífico, y tomó influencias y motivos de distintos países. Muchos de sus retratos y paisajes reflejan sus desplazamientos. que conoció a lo quien conozca a lo largo de sus viajes. También se sabe que tenía tendencias autodestructivas.
No fue particularmente apreciado en vida. Hubo que esperar a los años 1950, cuando la Liljevalchs konsthall mostró una retrospectiva de la vida y obra de Dardel, para que captara la atención del público.

## Legado

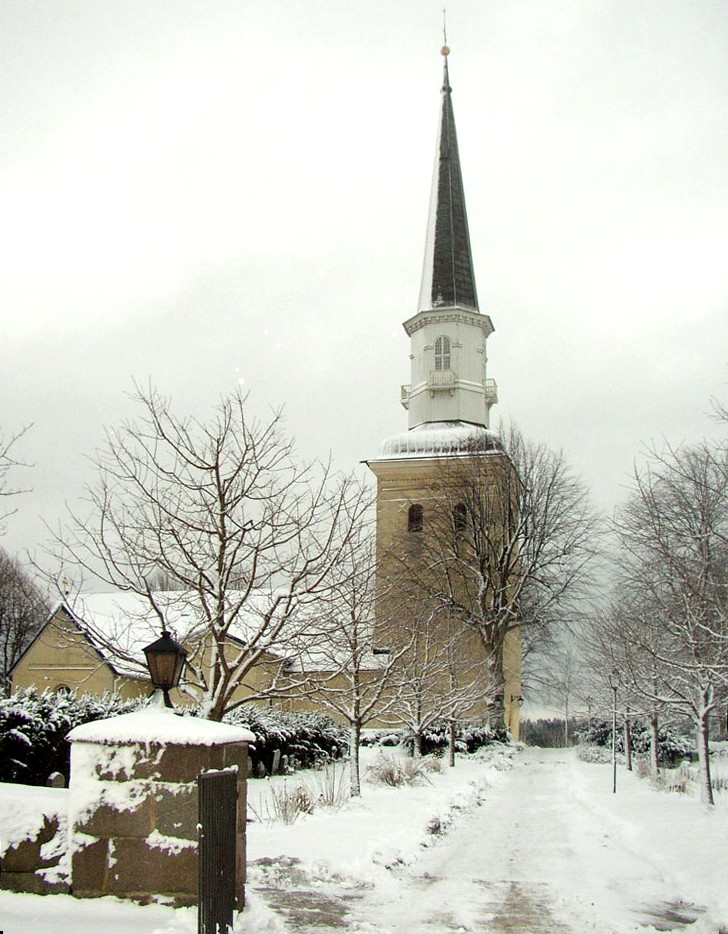
Iglesia de Ekerö, situada en las afueras de Estocolmo. Aquí yace Nils Dardel.

Nils falleció en la ciudad de Nueva York en 1943, y fue enterrado en el cementerio de Ekerö, en las afueras de Estocolmo.
Sus obras están expuestas en varios museos y galerías, como el Museo Nacional de Estocolmo, el Museo de Arte de Gotemburgo, el Museo Nacional de Malmö, la Galería Nacional de Noruega y el Waldermarsudde. Sus obras Självporträtt (Autorretrato) y Visit hos en excentrisk dique (Visita a una señora excéntrica) fueron reflejadas en la serie filatélica Svenska konstnärer i Paris (Artistas suecos en París), emitida en 1988.[cita requerida]
Su cuadro de 1918 Den döende dandyn (El dandy moribundo) fue vendido dos veces por cifras récord en la casa de subastas Bukowskis de Estocolmo: primero en 1984 por 3,4 millones de coronas suecas y de nuevo en 1988 por 13 millones de coronas. Simultáneamente, la imagen adoptó un papel de icono del movimiento gay sueco de los años 1980. Sus trabajos pasaron a analizarse desde la naciente óptica de los estudios de género, y la ambivalencia del sexo de sus personaje fue un tema de estudio.

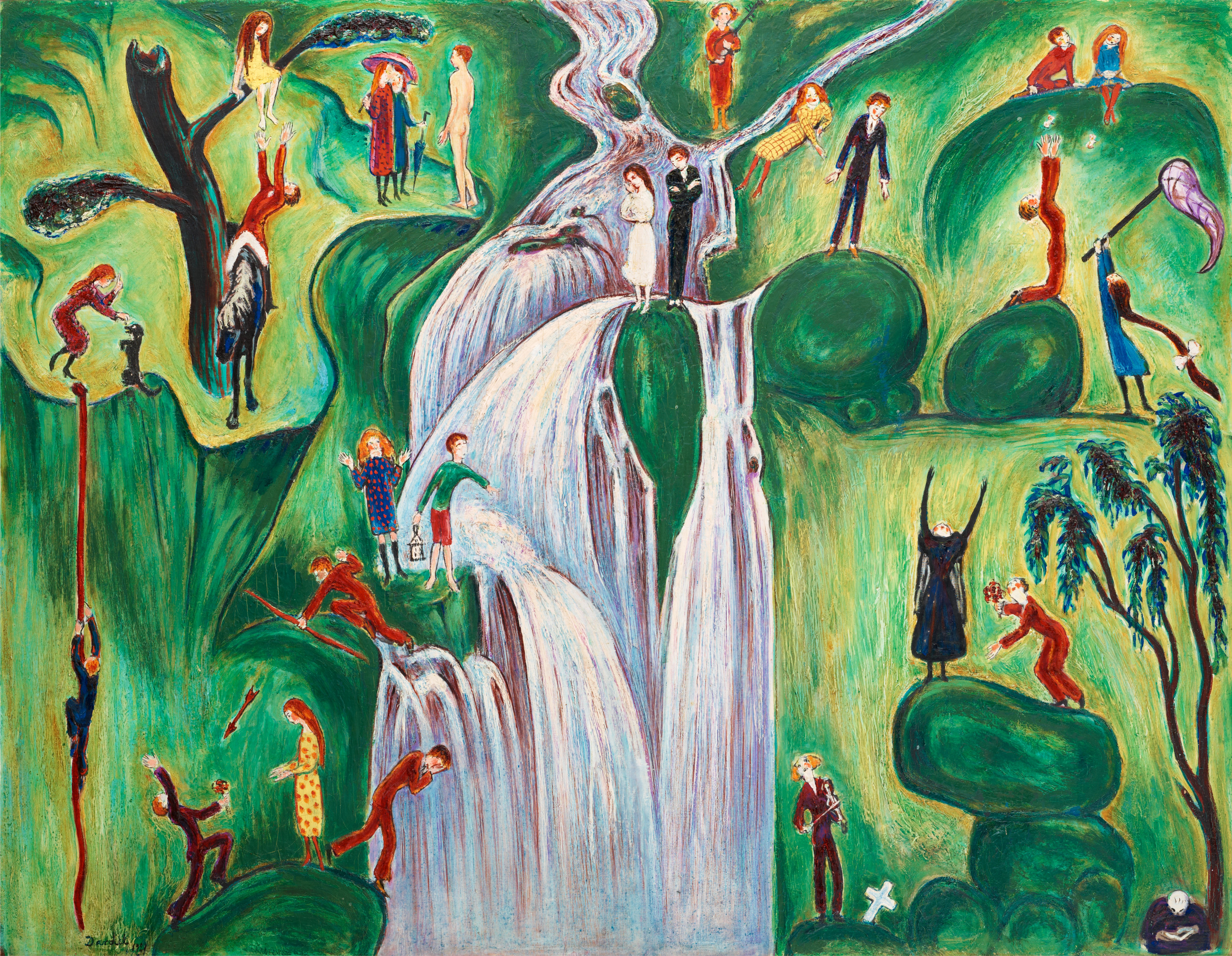
"Vattenfallet", de 1921, fue vendido en 2012 por una cifra récord de 25 millones de coronas.

Su obra Vattenfallet (Cascada) se vendió en 2012 a una persona anónima por 25 millones, siendo el cuadro modernista sueco más caro hasta la fecha, y superando el registro anterior de El dandy moribundo.